# Illa Akpatok
L'illa Akpatok és una de les illes àrtiques canadenques deshabitades a la regió de Qikiqtaaluk de Nunavut, Canadà. És l'illa més gran de la badia d'Ungava a la costa nord del Quebec. L'illa rep el nom de l'Akpat, el murre de bec gruixut, que viu en cornises al llarg dels penya-segats de pedra calcària que envolten l'illa.

## Geografia

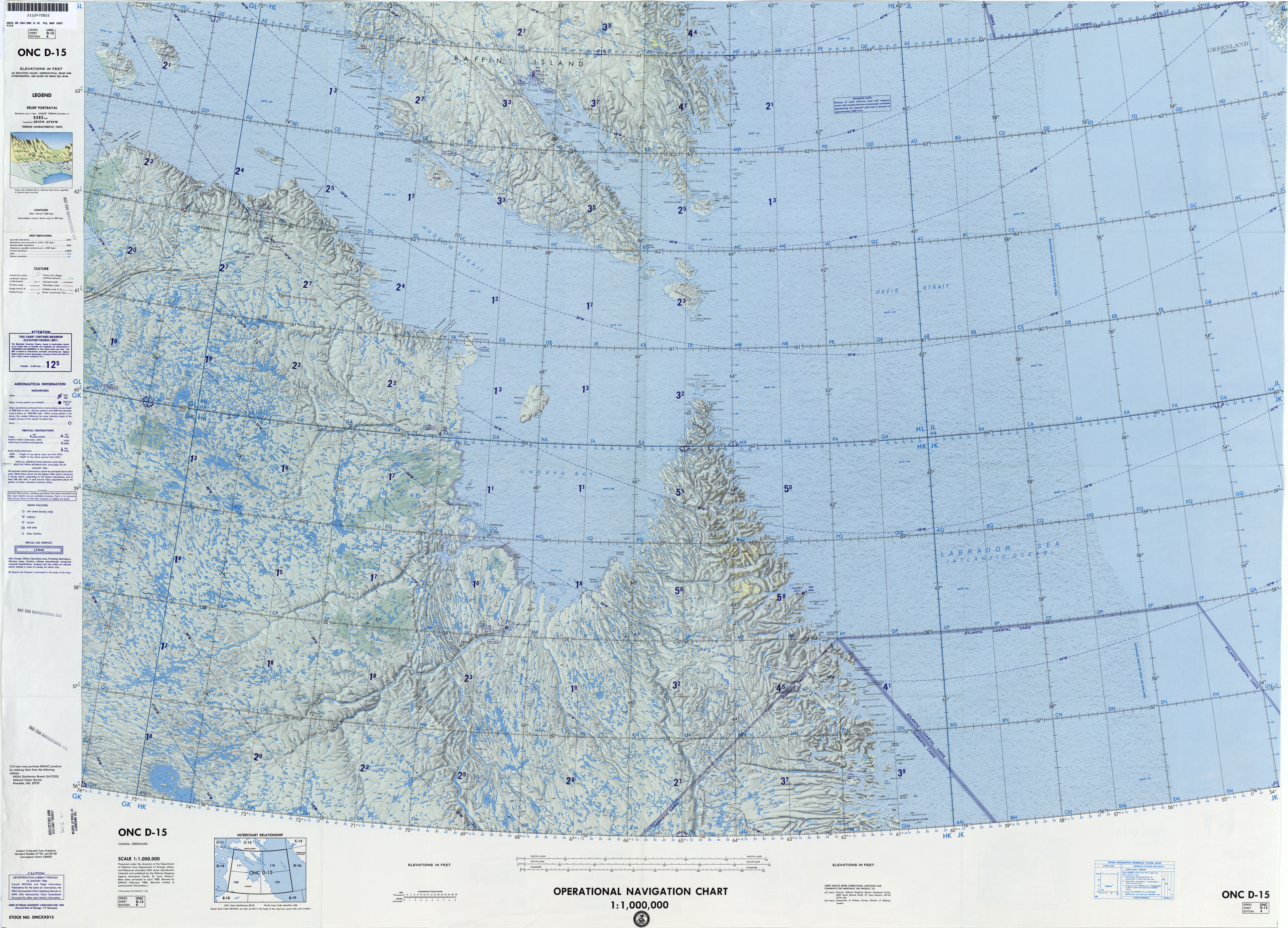
Mapa que inclou l'illa d'Akpatok

Amb una superfície de 903 km², l'illa d'Akpatok és predominantment de pedra calcària, envoltada de penya-segats escarpats que s'eleven 150 a 250 m sobre el nivell del mar. Els penya-segats estan trencats en molts llocs per profunds barrancs que permeten l'accés a l'altiplà pla de 23 km d'ample i 45 km de llarg.

## Fauna

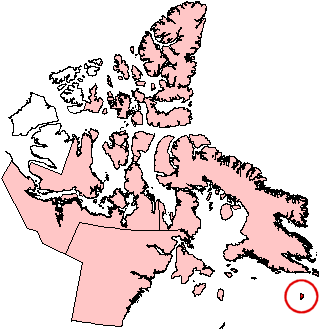
Illa Akpatok, Nunavut.

L'illa Akpatok té l'estatus de Programa Biològic Internacional. És una àrea important d'aus canadenca (#NU007), així com un lloc d'hàbitat terrestre clau d'aus migratòries (NU Lloc 50). A més del murre de bec gruixut, les espècies d'ocells notables inclouen el guillemot negre i el falcó pelegrí.
L'ós polar, la foca i la morsa són comuns a la zona.

## Història
A l'extrem sud de l'illa hi ha restes d'un assentament de Dorset. L'illa és coneguda pel seu canibalisme generalitzat que va acabar al voltant de 1900 quan els habitants es van traslladar a terra ferma. S'han informat cranis i restes humanes a l'illa, però la precisió d'aquests informes es pot posar en dubte, ja que hi ha una gran quantitat de misteri i llegendes que envolten els detalls de l'illa. El juliol de 1971 es va perforar un pou de petroli exploratori a l'illa, però només queden alguns refugis en ruïnes i equips rovellats.